# Separate Lives
Separate Lives – piosenka Phila Collinsa i Marilyn Martin napisana przez Stephena Bishopa na potrzeby filmu Białe Noce. Utwór stał się numerem jeden na liście Billboard Hot 100. Poza soundtrackiem z filmu, piosenka pojawia się na płycie Collinsa Love Songs: A Compilation… Old and New.